# 吉林艺术学院
吉林艺术学院，简称吉艺，中国六大艺术学院之一，是一所位于吉林省长春市的艺术高等学府，也是东北地区唯一的综合性高等艺术院校。学院前身萌发于1946年的东北大学鲁迅文艺学院音乐系，1958年组建吉林艺术专科学校，此后，学院先后合并了吉林省文化干部学校、吉林省艺术学校、吉林省歌舞剧院附设的音乐舞蹈学校、吉林市艺术学校、长春电影制片厂附属长春电影学院等五所各具特色的艺术院校，初步形成了艺术学科完备的综合性办学格局。1978年升格为本科院校，1993年成为硕士学位授予单位，1995年成为吉林省首批拥有省重点学科的院校。

## 历史沿革
- 1945年末，根据毛泽东同志去创办“东北大学”的指示，延安大学以及延安鲁迅艺术文学院的部分干部、教师开赴东北，经过数月辗转颠沛，于1946年8月到达哈尔滨，并与东北大学合并。当时，东北大学内的鲁迅文艺学院下设音乐系、美术系、戏剧系和文学系。
- 1946年，学院创建，其前身是1938年中国共产党在抗日根据地延安创办的延安鲁迅艺术文学院。
- 1948年，东北大学又迁往吉林市与吉林大学合并，校名仍为东北大学。
- 1958年，吉林师范大学（音乐系）分出，建立吉林艺术专科学校。
- 1958年至1962年，吉林省艺术学校、吉林市艺术学校并入。
- 1962年，吉林省文化艺术干部学校、吉林省歌舞剧院附设音乐舞蹈学校、长春电影学院并入。
- 1964年，改建吉林省艺术学校。
- 1978年，升格吉林艺术学院
- 2000年，吉林省戏曲学校并入。
- 2008年，合办的独立学院吉林艺术学院动画学院独立为吉林动画学院。

## 机构设置
- 音乐学院
- 美术学院
- 设计学院
- 戏剧影视学院
- 舞蹈学院
- 新媒体学院
- 动漫学院
- 艺术教育学院
- 文化艺术管理学院
- 城市艺术学院
- 现代传媒学院
- 附属中等专业学校
- 公共基础部
- 图书馆

## 知名校友
根据2015年7月学校官网显示，建院以来，学院培养了万余名各级各类优秀的艺术人才，特别是涌现了一大批知名学者和优秀的艺术家，其中代表性的有中国国家交响乐团首席刘云志、著名作曲家唐建平、中央民族乐团琵琶首席赵聪、中国青年交响乐团首席大提琴董瑶；著名画家贾涤非、 “亚洲博鳌论坛”整体视觉设计者张梦、舞蹈家王晓燕、中央电视台著名主持人毕铭鑫、青年作家金仁顺、著名影视演员张凯丽、丁海峰、侯天来、杨童舒、闫学晶、张晓龙，以及一大批文化事业管理者，如文化部副部长董伟等。
- 中国国家交响乐团首席小提琴演奏家：刘云智

- 上海电影乐团首席小提琴演奏家：李霞
- 中央歌舞团舞蹈队长：杨宏令
- 文化部艺术研究院音乐研究所所长：魏廷格
- 中国音乐学院副院长：杨静茂
- 中央美术学院教授：贾涤非
- 中央美术学院动画艺术系主任：温德斌
- 中央音乐学院作曲系主任：唐建平
- 北京电影学院美术系主任：刘林
- 星海音乐学院院长：唐永葆
- 吉林省音乐家协会主席：陈受谦
- 西北民族大学音乐舞蹈系主任：李曙明
- 动画家：王强
- 舞蹈家：王晓燕、侯莹、夏丽蓉
- 中国一级设计师：李松洋
- 中央电视台主持人：毕铭鑫
- 凤凰卫视主持人：张彤
- 作家：赵国庆、金仁顺
- 著名影视演员：丁海峰、杨童舒、侯天来、张凯丽、赵明明、郑浩、李宁、张凯等
- 2012年中国好声音年度总冠军：梁博、全国八强：权振东
- 一起樂隊吧、韓版Super Band、明日之子4學員 鼓手：胡宇桐
- 作曲家：郭思达
- 导演：郭书博（五百）